# Blasenschrittmacher
Ein Blasenschrittmacher (Vorderwurzelstimulation) ist eine elektrische Vorrichtung im Sinne einer funktionellen Elektrostimulation, die es ermöglicht, bei Bedarf kontrolliert die Harnblase zu entleeren. Es muss klar zum Verfahren der Sakralen Neuromodulation (SNM – Beckenbodenschrittmacher) unterschieden werden, insbesondere weil die SNM im Fall einer kompletten Querschnittlähmung nicht anwendbar ist.

## Problematik
Ein häufiges Problem bei querschnittgelähmten Patienten ist die kontrollierte Blasenentleerung.
Durch rhythmisches Beklopfen (Triggern) der Blasengegend und spezielle Handgriffe eines geübten Pflegers (Crede-Handgriff) kann zwar die Blase zur Entleerung gebracht werden, dabei verbleibt jedoch meist noch Restharn in der Blase, der Ursache für Harnwegsinfekte sein kann.
Durch das Klopfen oder Ausdrücken der Blase entstehen regelmäßig hohe Blasendrücke (siehe Detrusor-Sphinkter-Dyssynergie), durch die es zu einer Divertikelblase und einem Reflux kommen kann (der Harn fließt in die Nieren zurück).
Viele Querschnittgelähmte starben so an den Folgen eines chronischen Nierenversagens.
Bei Schäden meist oberhalb des 6. Brustwirbels, wie bei Tetraplegie, kann es zudem durch autonome Dysreflexie zu krisenhaften Blutdrucksteigerungen kommen, die das Risiko eines Schlaganfalls erhöhen.
Seit vielen Jahren wird deshalb der intermittierende Selbstkatheterismus als Mittel der Wahl gesehen, wobei sich der Querschnittgelähmte selbst nach einem bestimmten Rhythmus mehrmals täglich einen Einmalkatheter legt.
Durch diese Maßnahme ist die Sterblichkeit erheblich zurückgegangen.
Auch der unkontrollierte Urinverlust ist ein Problem dieser Personengruppe, falls kein Blasenkatheter gelegt wurde oder kein Kondomurinal zum Einsatz kommt.
Blasenschrittmacher sind eine Alternative zu all diesen Blasenentleerungsmanövern.
Es handelt sich dabei um implantierte Generatoren, die mit Reizströmen die entsprechenden Nerven stimulieren und so zur Blasenentleerung führen.
Die Schrittmacher werden mit einem externen (nicht implantierten) Gerät gesteuert.